# Sondershausen
Sondershausen is een gemeente in de Duitse deelstaat Thüringen. Het is de Kreisstadt van de Kyffhäuserkreis.
Sondershausen telt 21.034 inwoners.
Het belangrijkste gebouw in de stad is de residentie van de graven van Schwarzburg-Sondershausen.

## Geschiedenis
Sondershausen is in de 8ste eeuw als Frankische nederzetting ontstaan en werd voor het eerst in 1125 vermeld. Beslissend voor de verlening van stadsrecht waren de decennia rond 1300 onder heerschap van de Hohnsteiners. Er volgde een 600-jarige Schwarzburgse heerschappij die de stad de typische accenten van een Duitse residentie verleende.
Van het Lohpark is wegens de daar sinds 1801 gehouden concerten de naam van het huidige Lohorkest afgeleid. De Lohkapel heeft de naam Sondershausen als een muziek-stad tot ver buiten Thüringen bekendgemaakt. Zelfs Franz Liszt liet door de hofkapel graag zijn werken voor de allereerste keer opvoeren.

## Cultuur

### Bouwwerken en bezienswaardigheden
- Kasteel van Sondershausen - Het is het voormalige residentieslot van de toenmalige graaf, die vanaf 1697 vorst van Schwarzburg-Sondershausen was. Het heeft een kasteelmuseum.
- De voorbije 100 jaar werd Sondershausen ook door de kalimijnbouw gekenmerkt. De schachttoren van de Petersen Schacht is als technisch monument een van de herkenningstekens van de stad.
- De bezoekersmijn, een zoutmijn, 700 m onder de stad heeft een museum over de kalimijnbouw en de diepste concertzaal ter wereld.
- Op het uitkijkpunt Rondeel heeft men een panoramisch uitzicht op de stad.
- Het Possen is een attractie- en recreatiepark. Er zijn gastronomie in een ooit vorstelijk jachtslot, dierenverblijven, kinderspeelplaats en de Possenturm, de hoogste vakwerktoren in Europa.
- Mikwe, een Joods ritueel bad

### Musea
Het kasteelmuseum neemt de meeste historische ruimten in het kasteel in. Alleen al over het thema "Hofcultuur" zijn er in 25 kamers interessante, kostbare en deels merkwaardige collecties van de voormalige regenten te vinden. Nog vier andere permanente tentoonstellingen over de thema's stads- en regionale geschiedenis, oudste geschiedenis, muzikale geschiedenis van Sondershausen en ook natuur en milieu zorgen levendig voor historische en actuele wetenswaardigheden. Het klapstuk van het museum is de "Goldene Kutsche" (Gouden Koets) - de in haar stijl meest bijzondere pronkkaros in Duitsland.
In de bezoekersmijn 700 m onder de stad kan een zoutmijn van nabij beleefd worden. Naast een museum over de kalimijnbouw worden de bezoeker concerten in de diepste concertzaal ter wereld, rondritten in het ondergrondse zoutlabyrint, boottochtjes op de zoutwaterzee, een glijdpartij op de zoutglijdbaan en sportieve acties,zoals bijvoorbeeld mountainbikeraces, Kristalllauf (loopwedstrijd) en kegelen aangeboden. Ook gezellige evenementen en huwelijksplechtigheden zijn mogelijk.

### Evenementen
Met talrijke evenementen maakt het Loh-orkest heel het jaar zijn publiek enthousiast. De jaarlijks in de zomer plaatsvindende "Thüringse kasteelfestivals Sondershausen zijn daarbij een geheime tip voor de pittoreske coulisse van het burchtplein presenteren jonge artiesten met het Loh-orkest opera's en operettes.
Orgel-, rock-, pop- en jazzconcerten vullen de muzikale aanbiedingen aan.
Andere hoogtepunten van het jaar zijn het Residenzfest (residentie-festival), wijn en bier festivals. Rosenmontag te bestaan in de stad een van de grootste optochten in de deelstaat Thüringen.

## Geboren
- Carl Sander (1857-1935), organist en componist
- Jörg Hoffmann (1963), rodelaar
- Gunda Niemann (1966), schaatsster
- Stephanie Beckert (1988), schaatsster

## Afbeeldingengalerij

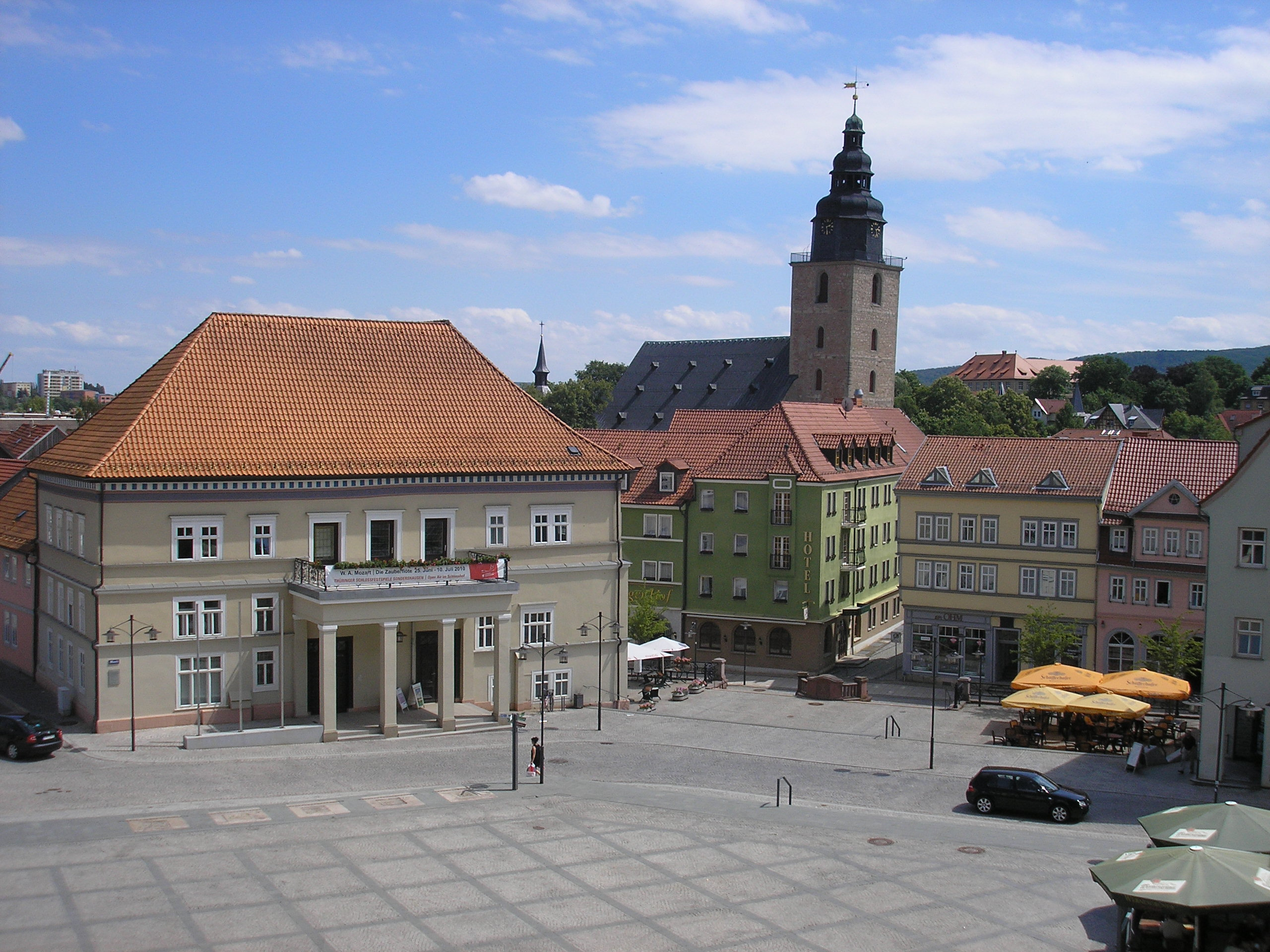
Zicht op de markt
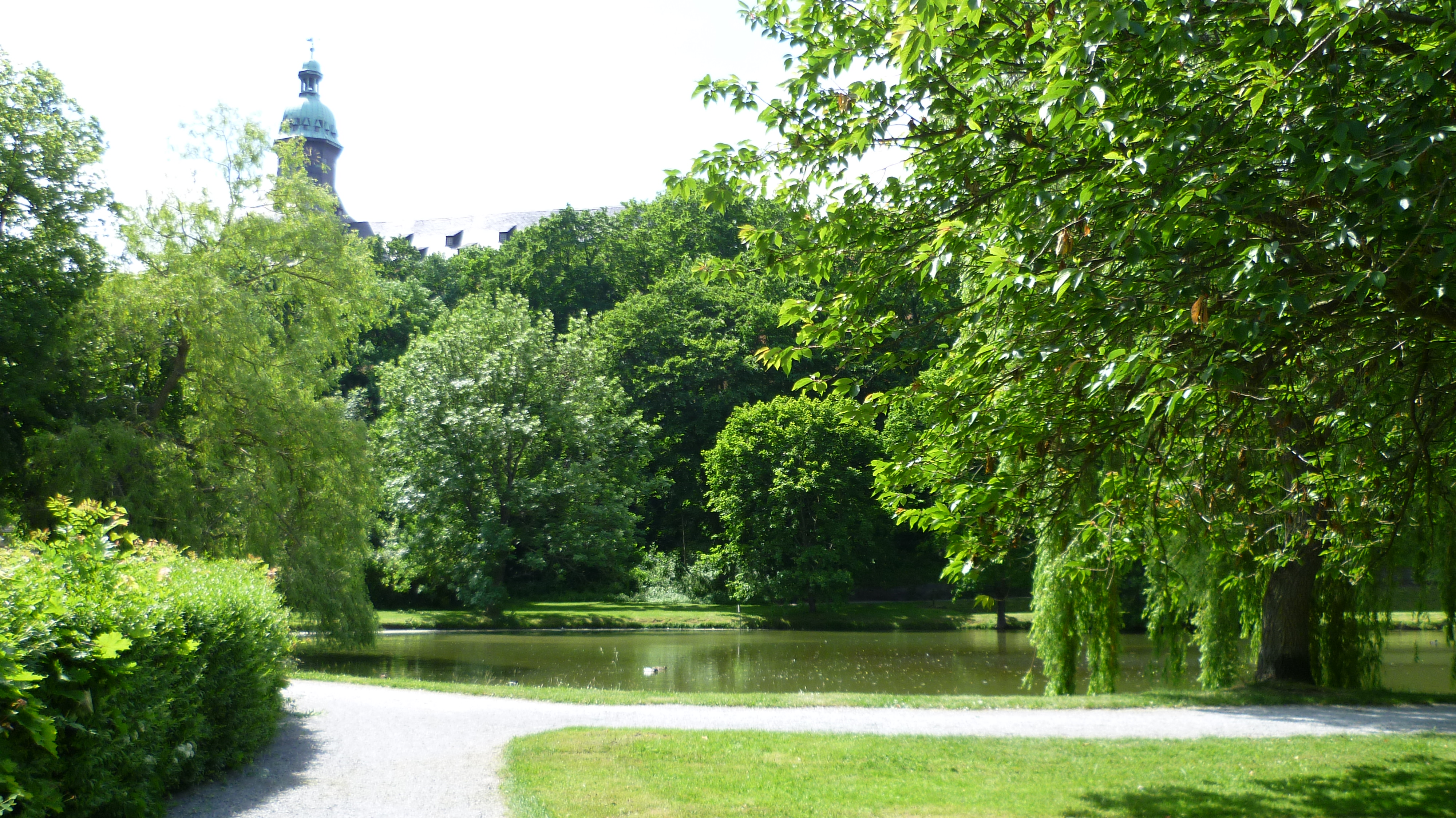
kasteel en park
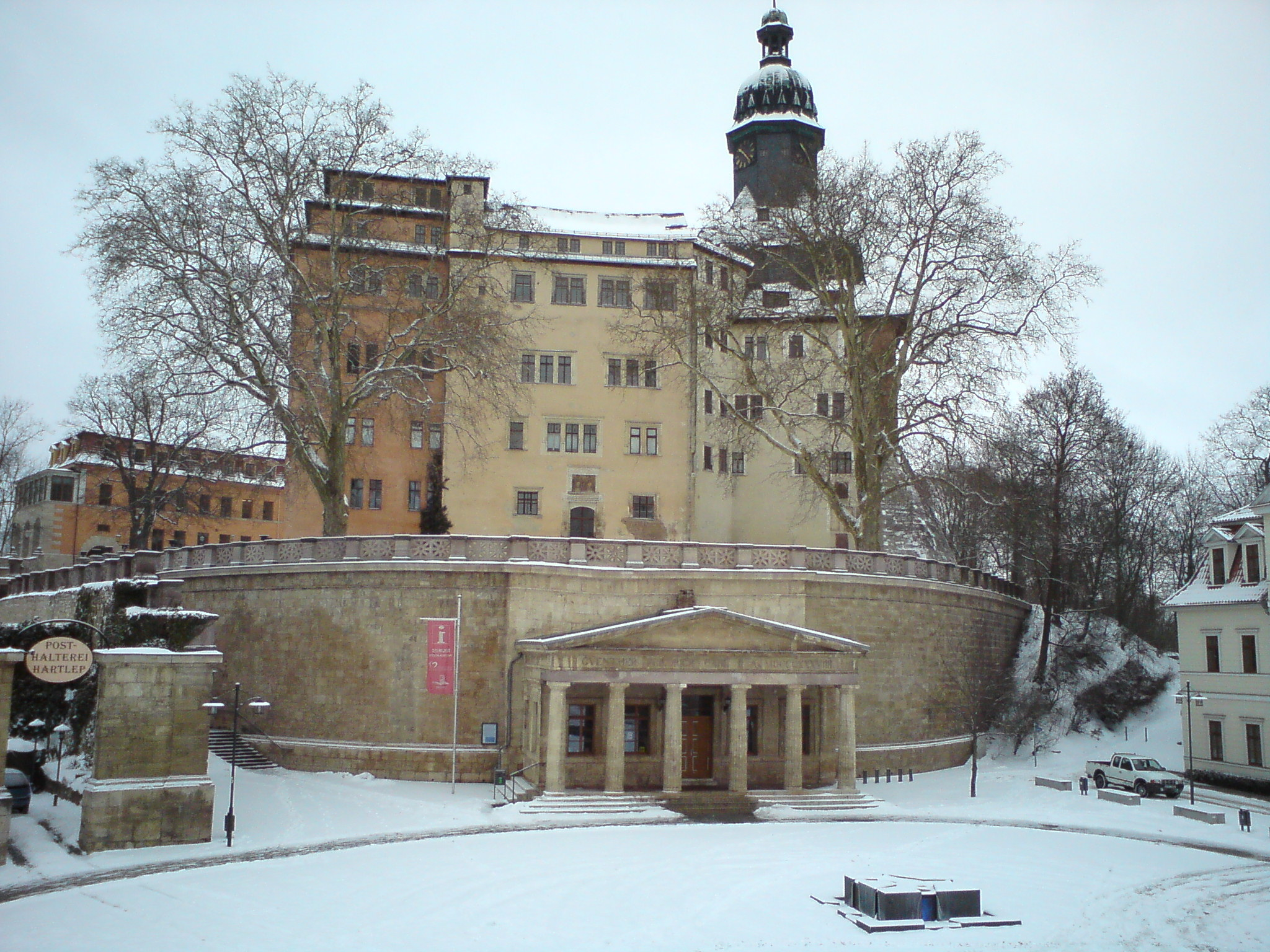
kasteel
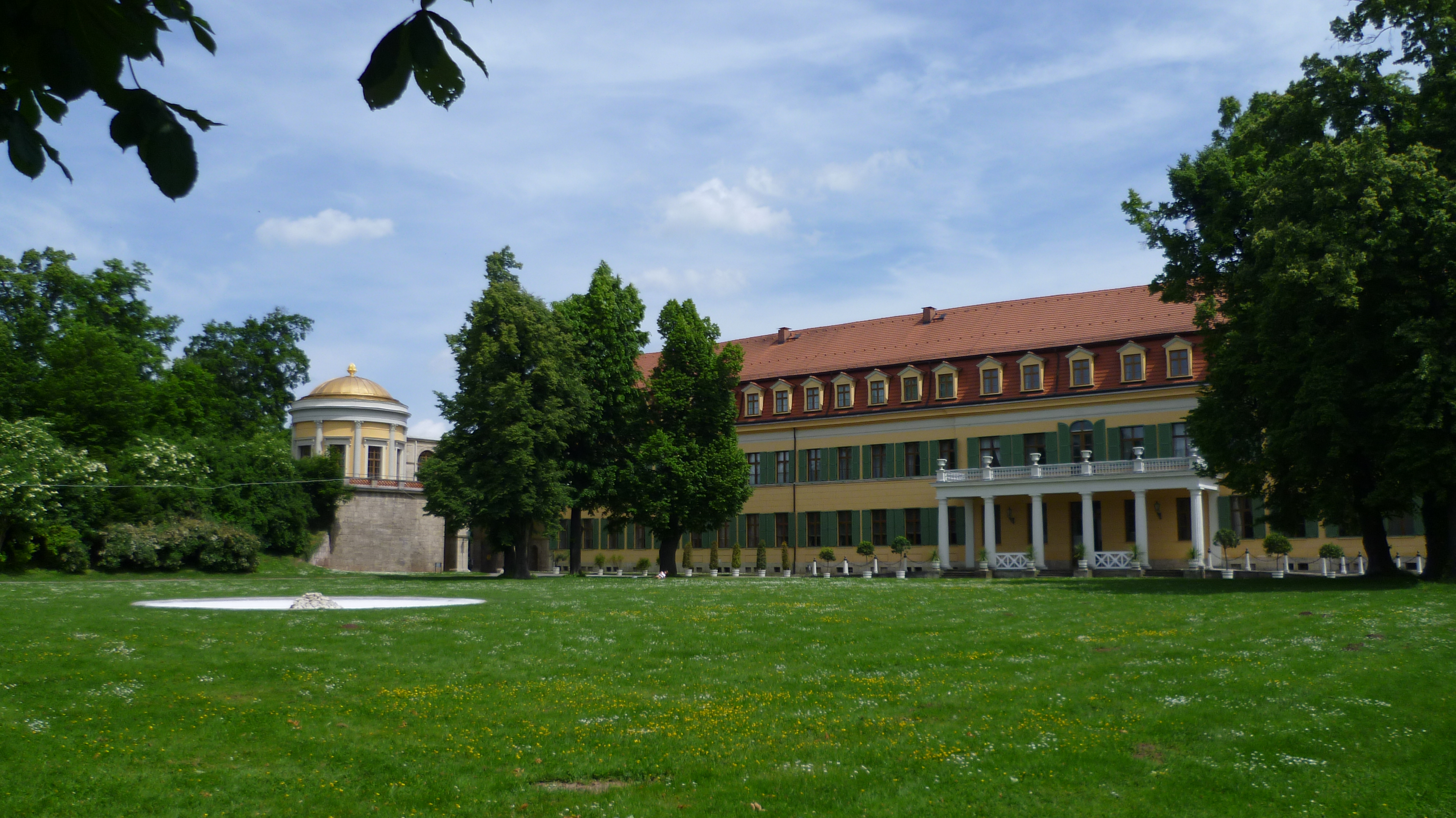
kasteel en park
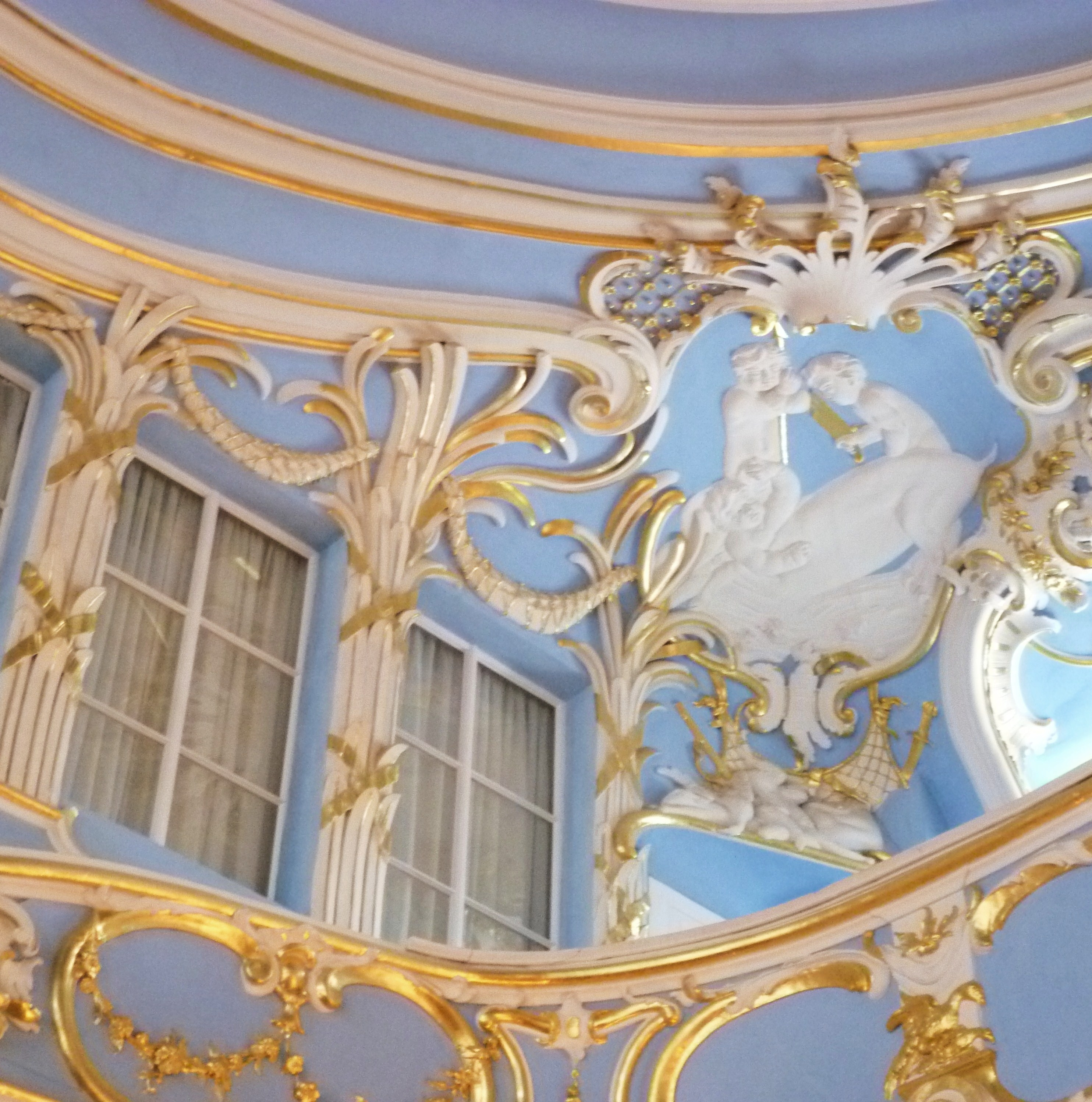
Blauwe Zaal in het kasteel
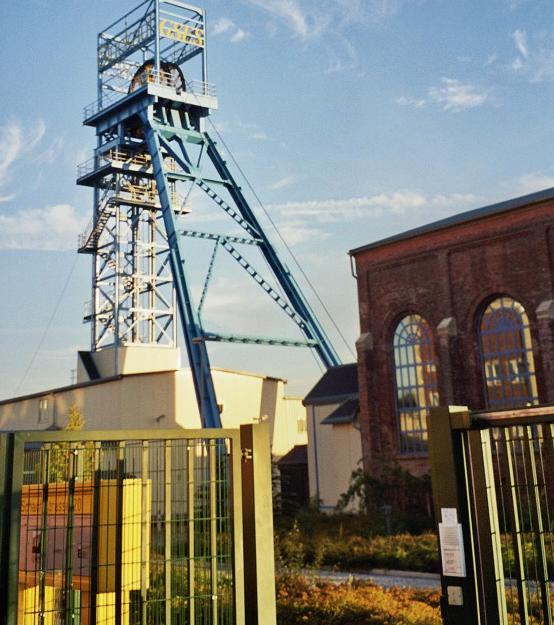
Mine Adventure
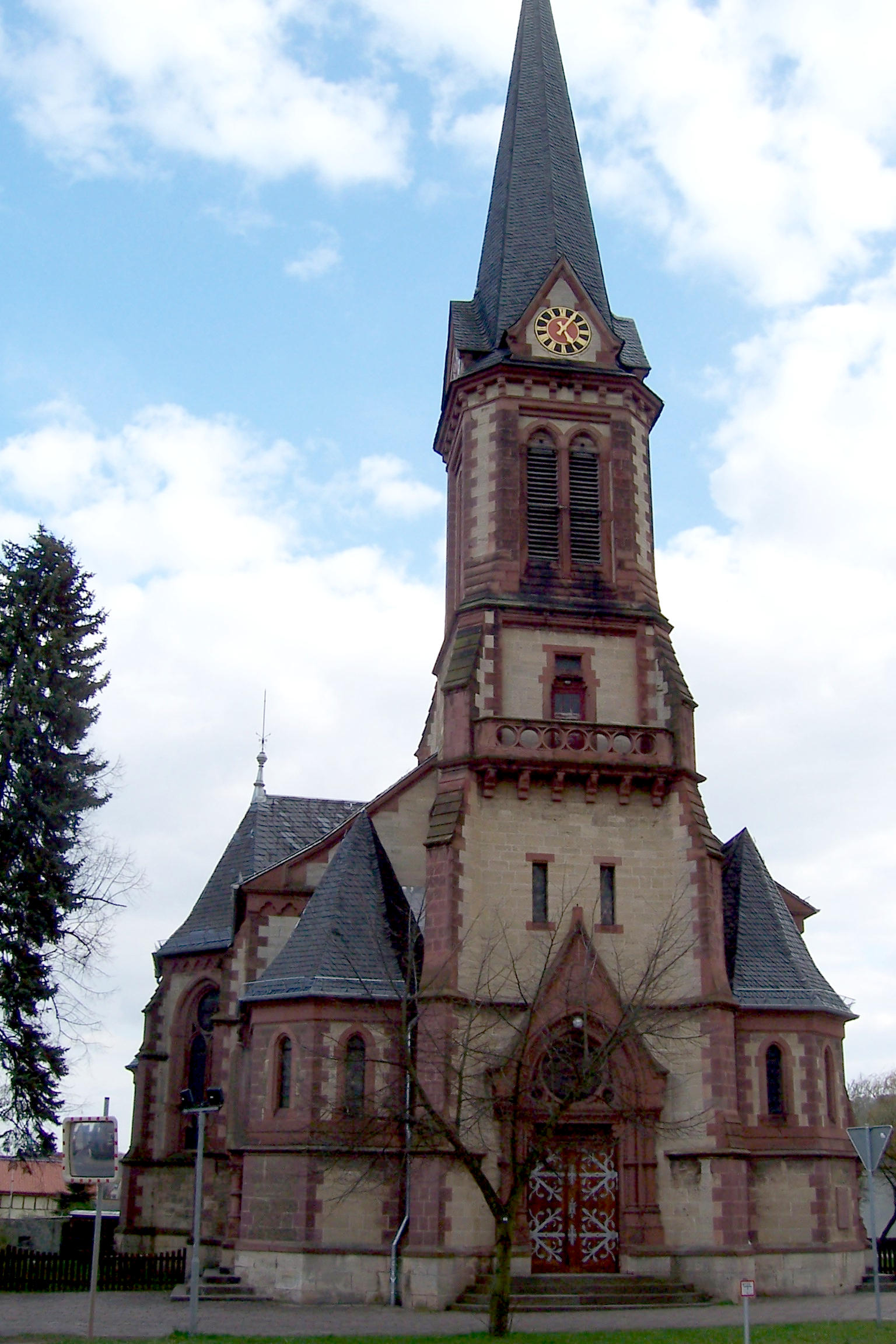
St. Matthias-kerk
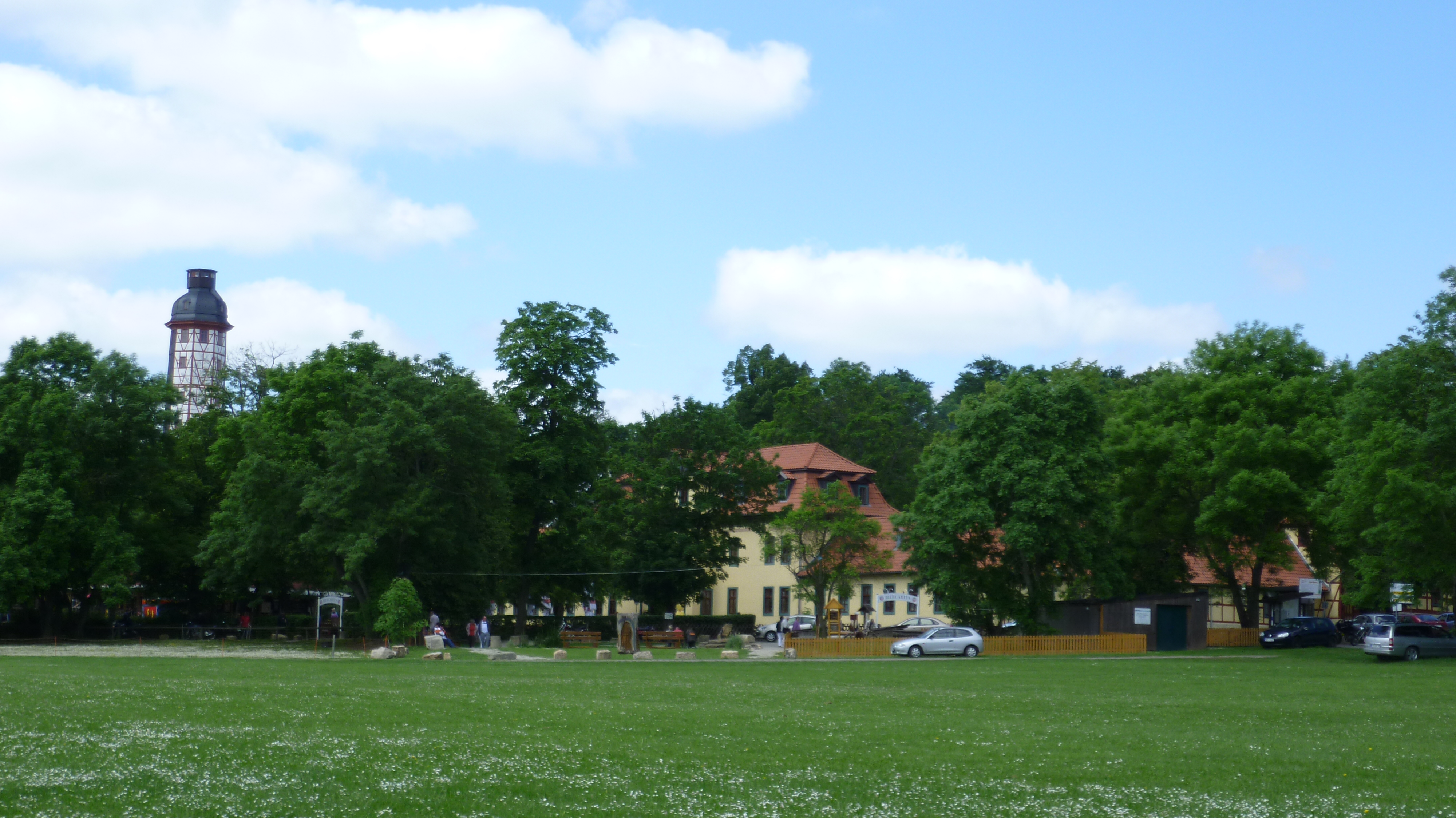
Hunting Lodge "Zum Possen"
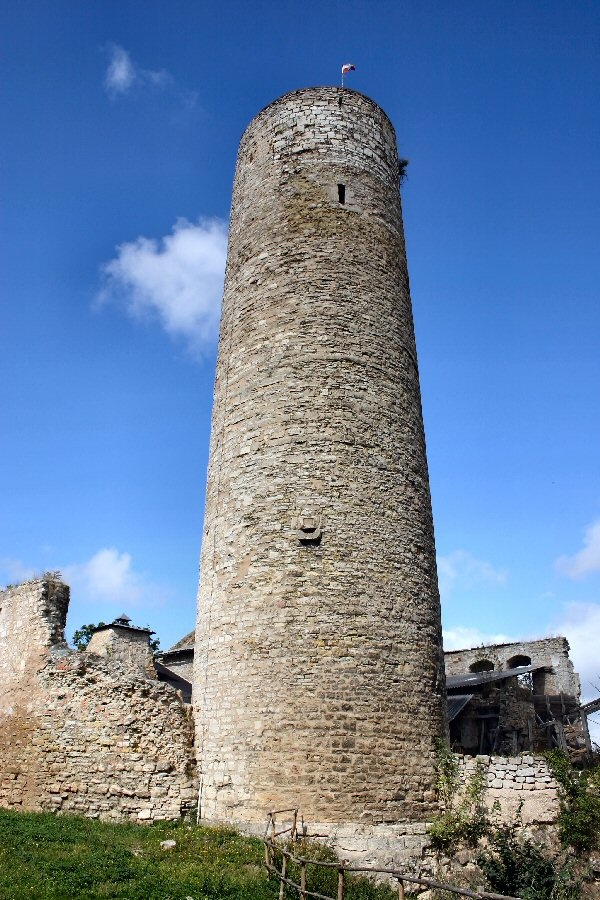
Kasteel Straußberg
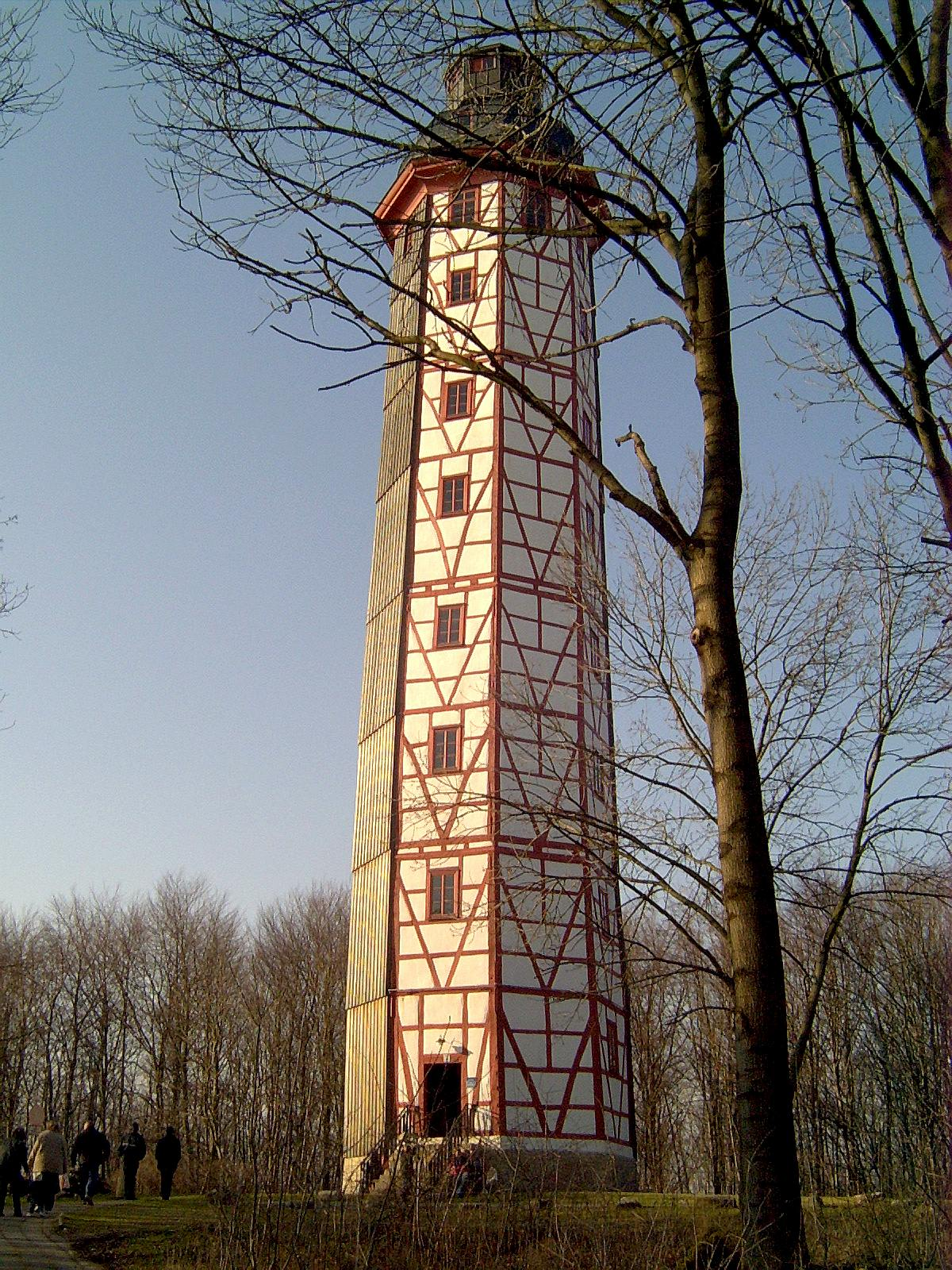
Possentoren

Abtsbessingen · An der Schmücke · Artern · Bad Frankenhausen/Kyffhäuser · Bellstedt · Borxleben · Clingen · Ebeleben · Etzleben · Freienbessingen · Gehofen · Greußen · Helbedündorf · Holzsußra · Kalbsrieth · Kyffhäuserland · Mönchpfiffel-Nikolausrieth · Niederbösa · Oberbösa · Oberheldrungen · Reinsdorf · Rockstedt · Roßleben-Wiehe · Sondershausen · Thüringenhausen · Topfstedt · Trebra · Wasserthaleben · Westgreußen